# Celama pygmaeodes
Celama pygmaeodes är en fjärilsart som beskrevs av Turner 1944. Celama pygmaeodes ingår i släktet Celama och familjen trågspinnare. Inga underarter finns listade i Catalogue of Life.